# Jérémy Gelin
Jérémy Pierre Sincère Gélin (Quimper, 24 april 1997) is een Frans voetballer die doorgaans speelt als centrale verdediger. In september 2024 verruilde hij Amiens voor Panserraikos.

## Clubcarrière
Gélin speelde in de jeugdopleiding van Stade Rennais. Deze doorliep hij en hij brak ook door bij die club. Op 28 oktober 2017 maakte de verdediger zijn debuut in het eerste elftal. Op die dag werd met 0–1 gewonnen van Montpellier. Brandon zorgde voor de enige treffer van de wedstrijd. Gélin begon op de bank en hij mocht van coach Christian Gourcuff vijftien minuten voor tijd invallen voor Ramy Bensebaini. Gedurende het seizoen 2017/18 speelde de speler uit de eigen jeugdopleiding zich in de basis van Stade Rennais. In augustus 2018 tekende Gélin een nieuw contract tot medio 2022. In oktober 2020 werd de verdediger voor een seizoen verhuurd aan Royal Antwerp. Na zijn terugkeer kwam Gelin niet meer in actie voor Stade Rennais en medio 2022 verliep zijn verbintenis. Hierop gaf Amiens hem een tweejarig contract. Gedurende twee seizoenen was hij overwegend basisspeler in de Ligue 2, waarna hij verkaste naar Panserraikos.

## Clubstatistieken
| Seizoen | Club            | Competitie      | Competitie | Competitie | Beker | Beker | Internationaal | Internationaal | Totaal | Totaal |
| Seizoen | Club            | Competitie      | Wed.       | Dlp.       | Wed.  | Dlp.  | Wed.           | Dlp.           | Wed.   | Dlp.   |
| ------- | --------------- | --------------- | ---------- | ---------- | ----- | ----- | -------------- | -------------- | ------ | ------ |
| 2017/18 | Stade Rennais   | Ligue 1         | 28         | 0          | 5     | 0     | —              | —              | 33     | 0      |
| 2018/19 | Stade Rennais   | Ligue 1         | 22         | 0          | 4     | 0     | 7              | 0              | 33     | 0      |
| 2019/20 | Stade Rennais   | Ligue 1         | 14         | 0          | 4     | 1     | —              | —              | 18     | 1      |
| 2020/21 | → Royal Antwerp | Eerste klasse A | 12         | 0          | 2     | 0     | 4              | 0              | 18     | 0      |
| 2021/22 | Stade Rennais   | Ligue 1         | 0          | 0          | 0     | 0     | 0              | 0              | 0      | 0      |
| 2022/23 | Amiens SC       | Ligue 2         | 29         | 0          | 2     | 0     | —              | —              | 31     | 0      |
| 2023/24 | Amiens SC       | Ligue 2         | 30         | 1          | 2     | 1     | —              | —              | 32     | 2      |
| 2024/25 | Panserraikos    | Super League    | 0          | 0          | 0     | 0     | —              | —              | 0      | 0      |
| Totaal  | Totaal          | Totaal          | 135        | 1          | 19    | 2     | 11             | 0              | 165    | 3      |

Bijgewerkt op 18 september 2024.

## Erelijst
| Competitie      |               |               |
| Competitie      | Aantal        | Jaren         |
| Stade Rennais   | Stade Rennais | Stade Rennais |
| --------------- | ------------- | ------------- |
| Coupe de France | 1             | 2018/19       |
| Frankrijk –19   |               |               |
| EK –19          | 1             | 2016          |